# Инглиштаун (Њу Џерзи)
Инглиштаун (енгл. Englishtown) град је у америчкој савезној држави Њу Џерзи.

## Демографија
По попису из 2010. године број становника је 1.847, што је 83 (4,7%) становника више него 2000. године.
| Група             | 2000.         | 2010.         |
| Белци             | 1.493 (84,6%) | 1.513 (81,9%) |
| Афроамериканци    | 73 (4,1%)     | 48 (2,6%)     |
| Азијати           | 79 (4,5%)     | 126 (6,8%)    |
| Хиспаноамериканци | 110 (6,2%)    | 148 (8,0%)    |
| Укупно            | 1.764         | 1.847         |